# Paula Sevilla
Paula Sevilla López de la Vieja (La Solana, 28 giugno 1997) è una velocista spagnola.

## Record nazionali
Senior
- 400 metri piani indoor: 50"99 ( Apeldoorn, 8 marzo 2024)
- Staffetta 4x100 m : 42"11 ( Madrid, 28 giugno 2025) (Esperança Cladera, Jaël Bestué, Paula Sevilla, María Isabel Pérez)
- Staffetta 4x400 m: 3'24"13 ( Guangzhou, 11 maggio 2025) (Paula Sevilla, Eva Santidrián, Daniela Fra, Blanca Hervas)
- Staffetta 4x400 m indoor: 3'31"93 ( Apeldoorn, 9 marzo 2025) (Paula Sevilla, Eva Santidrián, Daniela Fra, Blanca Hervas)

## Palmarès
| Anno | Manifestazione                | Sede       | Evento      | Risultato   | Prestazione | Note             |
| ---- | ----------------------------- | ---------- | ----------- | ----------- | ----------- | ---------------- |
| 2015 | Europei U20                   | Eskilstuna | 200 m piani | Batteria    | 25"61       |                  |
| 2016 | Mondiali U20                  | Bydgoszcz  | 4x100 m     | 6ª          | 44"99       |                  |
| 2017 | Europei U23                   | Bydgoszcz  | 100 m piani | Batteria    | 43"96       |                  |
| 2017 | Europei U23                   | Bydgoszcz  | 4x100 m     | Oro         | 11"99       |                  |
| 2018 | Camp. del Mediterraneo        | Jesolo     | 100 m piani | Oro         | 11"41       |                  |
| 2018 | Camp. del Mediterraneo        | Jesolo     | 60 m piani  | Bronzo      | 45"28       |                  |
| 2018 | Giochi del Mediterraneo       | Tarragona  | 200 m piani | 5ª          | 23"34       |                  |
| 2018 | Giochi del Mediterraneo       | Tarragona  | 4x100 m     | Argento     | 43"31       |                  |
| 2018 | Europei                       | Berlino    | 200 m piani | Batteria    | 23"91       |                  |
| 2018 | Europei                       | Berlino    | 4x100 m     | 8ª          | 43"54       |                  |
| 2019 | Camp. del Mediterraneo indoor | Miramas    | 60 m piani  | Oro         | 7"43        |                  |
| 2019 | Europei indoor                | Glasgow    | 60 m piani  | Batteria    | 7"44        |                  |
| 2019 | Europei U23                   | Gävle      | 200 m piani | 4ª          | 23"52       |                  |
| 2019 | Europei U23                   | Gävle      | 4x100 m     | 6ª          | 44"56       |                  |
| 2021 | Europei indoor                | Toruń      | 60 m piani  | Batteria    | 7"44        |                  |
| 2021 | World Relays                  | Chorzów    | 4x100 m     | Batteria    | 44"38       |                  |
| 2022 | Camp. ibero-americani         | La Nucia   | 100 m piani | 4ª          | 11"48       |                  |
| 2022 | Mondiali                      | Eugene     | 4x100 m     | 5ª          | 42"58       | Record nazionale |
| 2022 | Europei                       | Monaco     | 200 m       | Semifinale  | 23"19       |                  |
| 2022 | Europei                       | Monaco     | 4x100 m     | 4ª          | 43"03       |                  |
| 2023 | Giochi europei                | Chorzów    | 4×100 m     | Bronzo      | 43"13       | [ 1 ]            |
| 2023 | Mondiali                      | Budapest   | 100 m hs    | Batteria    | 42"96       | [ 2 ]            |
| 2024 | World Relays                  | Nassau     | 4x100 m     | Ripescaggio | 42"88       |                  |
| 2024 | Europei                       | Roma       | 200 m piani | Semifinale  | 23"19       |                  |
| 2024 | Europei                       | Roma       | 4x100 m     | 5ª          | 42"84       |                  |
| 2024 | Olimpiade                     | Parigi     | 4x100 m     | Batteria    | 42”77       |                  |
| 2025 | Europei indoor                | Apeldoorn  | 400 m piani | Bronzo      | 50"99       | =                |
| 2025 | Europei indoor                | Apeldoorn  | 4x400 m     | 4ª          | 3'25"68     | Record nazionale |
| 2025 | World Relays                  | Nanchino   | 4x100 m     | Argento     | 42"28       | [ 4 ] [ 5 ]      |
| 2025 | World Relays                  | Nanchino   | 4x400 m     | Oro         | 3'24"13     | [ 6 ]            |

## Campionati nazionali
- 6 volte campionessa nazionale spagnola della staffetta 4x100 m (2018, 2020, 2020, 2022, 2023, 2024)
- 4 volte campionessa nazionale spagnola indoor dei 200 m piani (2017, 2020, 2022, 2023)
- 2 volte campionessa nazionale spagnola dei 100 m piani (2019, 2020)
- 1 volta campionessa nazionale spagnola indoor dei 60 m piani (2021)
- 1 volta campionessa nazionale spagnola dei 200 m piani (2022)
- 1 volta campionessa nazionale spagnola indoor dei 60 m piani (2021)
- 1 volta campionessa nazionale spagnola indoor dei 400 m piani (2025)

## Altre competizioni internazionali
2017
- 6ª ai Campionati europei a squadre, ( Villeneuve-d'Ascq), staffetta 4x100 m piani - 44"03

2019
- 8ª ai Campionati europei a squadre, ( Bydgoszcz), 200 m piani - 23"58
- 5ª ai Campionati europei a squadre, ( Bydgoszcz), staffetta 4x100 m piani - 43"94
- 8ª al The Match Europe v USA, ( Minsk), 100 m piani - 11"82
- 4ª al The Match Europe v USA, ( Minsk), staffetta 4x100 m piani - 44"37

2021
- 7ª ai Campionati europei a squadre, ( Chorzów), 200 m piani - 24"03

2023
- 9ª ai Campionati europei a squadre, ( Chorzów), 200 m piani - 23"23
- Bronzo ai Campionati europei a squadre, ( Chorzów), staffetta 4x100 m - 43"13
- Oro al Meeting de Paris ( Parigi), staffetta 4x100 m - 42"99

2025
- Bronzo ai Campionati europei a squadre ( Madrid), 400 m piani - 50"70
- Argento ai Campionati europei a squadre di atletica leggera ( Madrid), 4x100 m - 42"11